# Dayton Lakes
Dayton Lakes és una població dels Estats Units a l'estat de Texas. Segons el cens del 2000 tenia 101 habitants.

## Demografia
Segons el cens del 2000, Dayton Lakes tenia 101 habitants, 43 habitatges, i 26 famílies. La densitat de població era de 46,4 habitants/km².
Dels 43 habitatges en un 30,2% hi vivien nens de menys de 18 anys, en un 44,2% hi vivien parelles casades, en un 2,3% dones solteres, i en un 39,5% no eren unitats familiars. En el 34,9% dels habitatges hi vivien persones soles el 4,7% de les quals corresponia a persones de 65 anys o més que vivien soles. El nombre mitjà de persones vivint en cada habitatge era de 2,35 i el nombre mitjà de persones que vivien en cada família era de 2,96.
Per edats la població es repartia de la següent manera: un 27,7% tenia menys de 18 anys, un 3% entre 18 i 24, un 34,7% entre 25 i 44, un 24,8% de 45 a 60 i un 9,9% 65 anys o més.
L'edat mediana era de 36 anys. Per cada 100 dones de 18 o més anys hi havia 151,7 homes.
La renda mediana per habitatge era de 37.083 $ i la renda mediana per família de 30.938 $. Els homes tenien una renda mediana de 40.750 $ mentre que les dones 23.750 $. La renda per capita de la població era de 12.873 $. Aproximadament el 20,7% de les famílies i el 27,2% de la població estaven per davall del llindar de pobresa.

## Poblacions més properes
El següent diagrama mostra les poblacions més properes.